# Dryopteris retusa
Dryopteris retusa là một loài thực vật có mạch trong họ Dryopteridaceae. Loài này được (Sw.) C. Chr. miêu tả khoa học đầu tiên năm 1905.